# Typhonium pottingeri
Typhonium pottingeri är en kallaväxtart som beskrevs av David Prain. Typhonium pottingeri ingår i släktet Typhonium och familjen kallaväxter.
Artens utbredningsområde är Burma. Inga underarter finns listade.